# Union nationale du Liberia
Pour les articles homonymes, voir Union nationale.
L'Union nationale du Liberia (en anglais : Liberia National Union ; abrégé en LINU) est un parti politique libérien fondé en 1997 par l'ancien vice-président du Liberia Harry Moniba (en) entre 1984 et 1990. 

## Histoire
L'Union nationale du Liberia (LINU) est fondée en 1997 par Harry Moniba (en), ancien vice-président de la République de 1984 et 1990 sous la présidence du dictateur militaire Samuel Doe.
Le parti participe aux élections générales de 2005 sous la bannière de l'Alliance démocratique unie (en).
En décembre 2022, le fils d'Harry Moniba, Clarence Moniba (en) prend la tête du parti et se présente à l'élection présidentielle de 2023,.

## Résultats électoraux

### Élections présidentielles
| Année | Candidats                                             | Candidats                                             | Premier tour                                          | Premier tour                                          | Second tour                                           | Second tour                                           | Position                                              | Statut                                                |
| Année | Président                                             | Vice-président                                        | Voix                                                  | %                                                     | Voix                                                  | %                                                     | Position                                              | Statut                                                |
| ----- | ----------------------------------------------------- | ----------------------------------------------------- | ----------------------------------------------------- | ----------------------------------------------------- | ----------------------------------------------------- | ----------------------------------------------------- | ----------------------------------------------------- | ----------------------------------------------------- |
| 1997  | Harry Moniba (en)                                     | –                                                     | 6 708                                                 | 1,08                                                  |                                                       |                                                       | 8e                                                    | Non élu                                               |
| 2005  | Sous la bannière de l'Alliance démocratique unie (en) | Sous la bannière de l'Alliance démocratique unie (en) | Sous la bannière de l'Alliance démocratique unie (en) | Sous la bannière de l'Alliance démocratique unie (en) | Sous la bannière de l'Alliance démocratique unie (en) | Sous la bannière de l'Alliance démocratique unie (en) | Sous la bannière de l'Alliance démocratique unie (en) | Sous la bannière de l'Alliance démocratique unie (en) |
| 2023  | Clarence Moniba (en)                                  | Grace-Tee Kpaan                                       | 5 298                                                 | 0,29                                                  |                                                       |                                                       | 14e                                                   | Non élu                                               |

### Élections législatives
| Élection | Voix                                                  | %                                                     | Sièges                                                | +/–                                                   |
| -------- | ----------------------------------------------------- | ----------------------------------------------------- | ----------------------------------------------------- | ----------------------------------------------------- |
| 1997     | –                                                     | 1,08                                                  | 0 / 64                                                | Nv                                                    |
| 2005     | Sous la bannière de l'Alliance démocratique unie (en) | Sous la bannière de l'Alliance démocratique unie (en) | Sous la bannière de l'Alliance démocratique unie (en) | Sous la bannière de l'Alliance démocratique unie (en) |
| 2011     | 3 756                                                 | 0,31                                                  | 0 / 73                                                |                                                       |
| 2017     | 19 251                                                | 1,28                                                  | 1 / 73                                                | 1                                                     |
| 2023     | 42 179                                                | 2,32                                                  | 1 / 73                                                | en stagnation                                         |

### Élections sénatoriales
| Élection | Voix                                                  | %                                                     | Sièges                                                | Sièges                                                | Sièges                                                | Sièges                                                | Sièges                                                |
| Élection | Voix                                                  | %                                                     | Total avant                                           | En jeu                                                | Élus                                                  | Total après                                           | +/-                                                   |
| -------- | ----------------------------------------------------- | ----------------------------------------------------- | ----------------------------------------------------- | ----------------------------------------------------- | ----------------------------------------------------- | ----------------------------------------------------- | ----------------------------------------------------- |
| 1997     | –                                                     | 1,08                                                  | 0                                                     | 0                                                     | 0                                                     | 0 / 30                                                | Nv                                                    |
| 2005     | Sous la bannière de l'Alliance démocratique unie (en) | Sous la bannière de l'Alliance démocratique unie (en) | Sous la bannière de l'Alliance démocratique unie (en) | Sous la bannière de l'Alliance démocratique unie (en) | Sous la bannière de l'Alliance démocratique unie (en) | Sous la bannière de l'Alliance démocratique unie (en) | Sous la bannière de l'Alliance démocratique unie (en) |
| 2011     | 3 756                                                 | 0,31                                                  | 0                                                     | 0                                                     | 0                                                     | 0 / 30                                                | en stagnation                                         |
| 2014     | 1 779                                                 | 0,39                                                  | 0                                                     | 0                                                     | 0                                                     | 0 / 30                                                | en stagnation                                         |
| 2020     | 6 789                                                 | 0,77                                                  | 0                                                     | 0                                                     | 0                                                     | 0 / 30                                                | en stagnation                                         |
| 2023     | 41 681                                                | 2,30                                                  | 0                                                     | 0                                                     | 0                                                     | 0 / 30                                                | en stagnation                                         |